# Tianchihu
Tianchihu (kinesiska: 天池湖) är en sjö i Kina. Den ligger i provinsen Sichuan, i den sydvästra delen av landet, omkring 270 kilometer öster om provinshuvudstaden Chengdu. Tianchihu ligger 471 meter över havet. Arean är 0,56 kvadratkilometer. Omgivningarna runt Tianchihu är en mosaik av jordbruksmark och naturlig växtlighet. Den sträcker sig 1,7 kilometer i nord-sydlig riktning, och 0,7 kilometer i öst-västlig riktning.
Genomsnittlig årsnederbörd är 1 445 millimeter. Den regnigaste månaden är september, med i genomsnitt 264 mm nederbörd, och den torraste är december, med 13 mm nederbörd.